# Yvonne Meusburger
Yvonne Meusburger (ur. 3 października 1983 w Dornbirnie) – austriacka tenisistka.

## Kariera tenisowa
Status profesjonalny uzyskała w 1999 roku. Piętnastokrotnie zwyciężała w turniejach singlowych ITF. W turniejach WTA Tour nie osiągała dużych sukcesów, aż do imprezy w Bad Gastein, gdzie sprawiła niespodziankę dochodząc do finału, w którym została pokonana przez Francescę Schiavone. 31 marca 2014 awansowała na najwyższą pozycję w karierze – nr 37. W Pucharze Federacji występuje od 2003 roku.

## Finały turniejów WTA
| Legenda                     | Legenda |
| --------------------------- | ------- |
| Wielki Szlem                |         |
| Igrzyska olimpijskie        |         |
| WTA Tour Championships      |         |
| 1988 – 2008                 |         |
| Kategoria I                 |         |
| Kategoria II                |         |
| Kategoria III               |         |
| Kategoria IV                |         |
| Kategoria V                 |         |
| 2009 – 2020                 |         |
| WTA Premier Mandatory       |         |
| WTA Premier 5               |         |
| WTA Premier                 |         |
| WTA International Series    |         |
| WTA 125K series (2012–2020) |         |

### Gra pojedyncza
| Końcowy wynik | Nr | Data          | Turniej     | Nawierzchnia | Przeciwniczka       | Wynik finału     |
| ------------- | -- | ------------- | ----------- | ------------ | ------------------- | ---------------- |
| Finalistka    | 1. | 29 lipca 2007 | Bad Gastein | Ceglana      | Francesca Schiavone | 1:6, 4:6         |
| Finalistka    | 2. | 14 lipca 2013 | Budapeszt   | Ceglana      | Simona Halep        | 3:6, 7:6(7), 1:6 |
| Zwyciężczyni  | 1. | 21 lipca 2013 | Bad Gastein | Ceglana      | Andrea Hlaváčková   | 7:5, 6:2         |

## Wygrane turnieje rangi ITF
| turnieje z pulą nagród 100 000 $ |
| turnieje z pulą nagród 75 000 $  |
| turnieje z pulą nagród 50 000 $  |
| turnieje z pulą nagród 25 000 $  |
| turnieje z pulą nagród 15 000 $  |
| turnieje z pulą nagród 10 000 $  |

### Gra pojedyncza
|     | Data       | Turniej               | ($)    | Naw.   | Finalistka          | Wynik            |
| 1.  | 21/09/2003 | Sunderland            | 10 000 | twarda | Hanna Nooni         | 4:6, 6:3, 6:1    |
| 2.  | 05/09/2004 | Bałaszycha            | 25 000 | ziemna | Anastasija Jakimawa | 6:2, 6:7, 6:0    |
| 3.  | 07/11/2004 | Sint-Katelijine-Waver | 25 000 | twarda | Salima Safar        | 6:4, 6:3         |
| 4.  | 27/03/2005 | San Luis Potosí       | 25 000 | ziemna | Kira Nagy           | 7:5, 5:7, 6:3    |
| 5.  | 10/04/2005 | Coatzacoalcos         | 25 000 | twarda | Shiho Hisamatsu     | 3:6, 6:4, 6:3    |
| 6.  | 19/11/2006 | Meksyk                | 25 000 | ziemna | Carmen Klaschka     | 6:3, 6:4         |
| 7.  | 26/11/2006 | Puebla                | 25 000 | twarda | Marija Abramović    | 6:4, 6:2         |
| 8.  | 18/02/2007 | Biberach              | 25 000 | twarda | Martina Pavelec     | 7:6, 4:6, 7:5    |
| 9.  | 01/04/2007 | Latina                | 50 000 | ziemna | Caroline Wozniacki  | 7:5, 4:6, 6:3    |
| 10. | 09/08/2009 | Hechingen             | 25 000 | ziemna | Johanna Larsson     | 5:7, 7:5, 6:2    |
| 11. | 16/08/2009 | Trnawa                | 25 000 | ziemna | Sandra Záhlavová    | 7:6, 7:5         |
| 12. | 07/08/2011 | Trnawa                | 50 000 | ziemna | Elica Kostowa       | 0:6, 6:2, 6:0    |
| 13. | 14/04/2013 | La Marsa              | 25 000 | ziemna | Wiktorija Kan       | 6:3, 6:4         |
| 14. | 05/05/2013 | Wiesbaden             | 25 000 | ziemna | Sharon Fichman      | 5:7, 6:4, 6:1    |
| 15. | 02/06/2013 | Grado                 | 25 000 | ziemna | Katarzyna Piter     | 6:2, 6:7(2), 6:3 |